# Југозападна Сомалија
Југозападна Сомалија ( Maay-Maay: Koofur-Orsi) је држава у саставу федералне Сомалије. Главни град државе је Баидоа. Ова држава је први пут проглашена 2002. године и постојала је до 2005. године, после чега њено подручје долази под контролу сомалске владе, а потом под контролу исламиста. Држава се обнавља почетком 2014. године, а за председника Југозападне Сомалије је 3. марта 2014. изабран Мадобе Нунов.
Стварање ове државе је изазвало контроверзе, јер она има претензије да укључи шест југозападних сомалских провинција, од којих су три већ у саставу државе Џубаленд, чију је аутономију признала влада Сомалије. Поред тога, делови територије на коју Југозападна Сомалија полаже право су још увек под контролом исламиста.